# Harrar Beer Botling FC
Harrar Beer Bottling Football Club is een Ethiopische voetbalclub uit de stad Harar. Ze komen anno 2011 uit in de Premier League, de hoogste voetbaldivisie van Ethiopië. De enige prijs in de geschiedenis was de Beker van Ethiopië, die werd gewonnen in 2007.

## Palmares
- Beker van Ethiopië

Winnaars (1) : 2007